# 彩園 (選區)
彩園（英語：Choi Yuen，代號：N12）是香港北區區議會下轄的選區，1988年設立，1994年定為單議席選區，2023年取消，末任區議員為民主黨成員林子。

## 範圍
選區位於上水中心地帶，由彩園邨和彩蒲苑所組成，與其相連的選區有上水鄉郊、御太以及石湖墟，投票站設於彩園會堂。

## 沿革
八十年代上水火車站以南的彩園邨、彩蒲苑、旭埔苑相繼落成，人口大幅增加，1988年區議會選舉由原雙議席石湖墟選區分拆出雙議席的彩園選區，選舉吸引到不同背景的候選人參選，結果由匯點狄志遠以2,501票奪得第一席，第二席由阮德添1,086票力壓1,010票的陳有明當選。
1991年區議會選舉，阮德添未有參選，而狄志遠帶領同為匯點成員黃成智參選，同場有五位對手，包括自民聯成員蘇西智和1985年參選過的鄧顯光，結果狄黃二人成功當選，而蘇鄧等人不過千票。
1993年港督彭定康推行政改方案，區議會全面實行單議席單票制，取消所有委任議席和雙議席選區，並改由選區分界及選舉事務委員會制定各個區議會選區，當中原有彩園雙議席選區重劃成單議席的彩園及彩旭太選區。彩園選區包括彩園邨所有樓宇，而彩旭太選區由彩蒲苑、旭埔苑及太平邨，連同鄰近的威尼斯花園及上水紀律部隊宿舍組成。
1994年區議會選舉，退出自民聯的蘇西智與港同盟匯點聯合推薦的黃成智對撼，結果蘇以1,409多於黃的1,286票而取得議席。其後因應選後港同盟匯點合併成立民主黨，黃成智亦為創黨成員，並於1995年區域市政局選舉勝出本區所在的上水區域市政局議席，繼續在北區活躍。
1999年區議會選舉黃成智轉戰天平東選區，爭取重返議會，彩園則由同屬民主黨員的妻子黃靜嫺出選。結果加入了民建聯的蘇西智以1,580打敗得到黃靜嫺的1,471票，黃成智則在天平東區當選，其後更在2000年立法會選舉勝出，成為雙料議員。
2003年區議會選舉，黃成智乘立法會議員及七一效應之勢，參選彩園選區，蘇黃再次對壘，最終蘇西智以1,986票勝出，黃成智以1,886票被拋離，其後更在2004年立法會選舉連任失敗，成為雙失中年，生活困難。
2007年區議會選舉，因應彩旭太選區分拆，彩蒲苑劃入本區，而鄰近石湖墟選區議員退休，黃成智轉戰石湖墟選區，由民主黨另一成員洪銘倫參選，最終亦蘇西智以2,309票擊敗洪而連任，黃成智則在石湖墟區當選，其後更在2008年立法會選舉勝出，再次成為雙料議員。
2011年區議會選舉，蘇西智黃成智第三次對壘，人民力量針對民主黨2010年支持政改方案決定，推出前區議員區維綱參選，最後蘇西智而大比數2,773票擊敗兩名對手。
2015年區議會選舉，蘇西智爭取第五度連任，曾加入新民主同盟的本土派人士梁金成以北區水貨客關注組身份挑戰。因應上水站水貨活動嚴重，梁金成集中針對蘇西智辦事不力，未能解決有關問題，不能守衛居民利益，而民建聯蘇西智表示選舉過程中競爭激烈，最後蘇以過半票數勝出，選後聲言考慮培訓接班人，不再競逐連任。
2019年區議會選舉，外界一直認為接替出選的蘇西智助理劉鎮海，最終未有報名參選，由蘇氏爭取連任；泛民主派方面，民主黨派出林子參選。而梁金成曾表示爭取提名參選本區，最終他在鄰近的石湖墟選區參選。而黃成智則以無黨派身份參選，試圖東山再起，是次選舉為蘇與黃歷來第四次對壘；惟黃的政治影響力自2015年因支持政改方案而遭民主黨開除黨籍後，經已大不如前。最終林子以近一千票差距擊敗蘇西智當選，結束蘇西智的25年區議員生涯，而黃成智僅得177票。2021年7月，林子琼因政府計劃追討協助民主派初選區議員的傳聞而辭去區議員職務。

## 歷屆議員
| 屆別                 | 議員   | 政治聯繫 | 政治聯繫 | 議員                                | 政治聯繫                            | 政治聯繫                            |
| -------------------- | ------ | -------- | -------- | ----------------------------------- | ----------------------------------- | ----------------------------------- |
| 1988年－1991年       | 狄志遠 |          | 匯 匯點  | 阮德添                              |                                     | 無黨籍                              |
| 1991年－1994年       | 狄志遠 | 黃成智   | 匯 匯點  |                                     | 匯 匯點                             |                                     |
| 1994年－1999年       | 蘇西智 |          | 民建聯   | 分拆出彩旭太選區後， 改為單議席選區 | 分拆出彩旭太選區後， 改為單議席選區 | 分拆出彩旭太選區後， 改為單議席選區 |
| 2000年－2003年       | 蘇西智 |          | 民建聯   | 分拆出彩旭太選區後， 改為單議席選區 | 分拆出彩旭太選區後， 改為單議席選區 | 分拆出彩旭太選區後， 改為單議席選區 |
| 2004年－2007年       | 蘇西智 |          | 民建聯   | 分拆出彩旭太選區後， 改為單議席選區 | 分拆出彩旭太選區後， 改為單議席選區 | 分拆出彩旭太選區後， 改為單議席選區 |
| 2008年－2011年       | 蘇西智 |          | 民建聯   | 分拆出彩旭太選區後， 改為單議席選區 | 分拆出彩旭太選區後， 改為單議席選區 | 分拆出彩旭太選區後， 改為單議席選區 |
| 2012年－2015年       | 蘇西智 |          | 民建聯   | 分拆出彩旭太選區後， 改為單議席選區 | 分拆出彩旭太選區後， 改為單議席選區 | 分拆出彩旭太選區後， 改為單議席選區 |
| 2016年－2019年       | 蘇西智 |          | 民建聯   | 分拆出彩旭太選區後， 改為單議席選區 | 分拆出彩旭太選區後， 改為單議席選區 | 分拆出彩旭太選區後， 改為單議席選區 |
| 2020年－2021年7月7日 | 林子   |          | 民主黨   | 分拆出彩旭太選區後， 改為單議席選區 | 分拆出彩旭太選區後， 改為單議席選區 | 分拆出彩旭太選區後， 改為單議席選區 |
| 2021年7月8日－2023年 | 懸空   | 懸空     | 懸空     | 分拆出彩旭太選區後， 改為單議席選區 | 分拆出彩旭太選區後， 改為單議席選區 | 分拆出彩旭太選區後， 改為單議席選區 |

## 歷屆選舉結果
| 政党   | 政党   | 候选人    | 票数  | %     | ±      |
| ------ | ------ | --------- | ----- | ----- | ------ |
|        | 民主黨 | ①. 林子   | 4,295 | 55.23 | 不適用 |
|        | 民建聯 | ②. 蘇西智 | 3,305 | 42.50 | ▼13.18 |
|        | 獨立   | ③. 黃成智 | 177   | 2.27  | 不適用 |
| 多数票 | 多数票 | 多数票    | 990   | 12.73 | ▲ 1.37 |

| 政党   | 政党             | 候选人    | 票数  | %     | ±      |
| ------ | ---------------- | --------- | ----- | ----- | ------ |
|        | 民建聯           | ①. 蘇西智 | 2,481 | 55.68 | ▼2.15  |
|        | 北區水貨客關注組 | ②. 梁金成 | 1,975 | 44.32 | 不適用 |
| 多数票 | 多数票           | 多数票    | 506   | 11.36 | ▼11.58 |

| 政党   | 政党          | 候选人    | 票数  | %     | ±      |
| ------ | ------------- | --------- | ----- | ----- | ------ |
|        | 民建聯        | ①. 蘇西智 | 2,773 | 57.83 | ▲5.29  |
|        | 人民力量/前綫 | ②. 區維綱 | 349   | 7.28  | 不適用 |
|        | 民主黨        | ③. 黃成智 | 1,673 | 34.89 | 不適用 |
| 多数票 | 多数票        | 多数票    | 1,100 | 22.94 | 不適用 |

| 政党   | 政党   | 候选人    | 票数  | %     | ±      |
| ------ | ------ | --------- | ----- | ----- | ------ |
|        | 民主黨 | ①. 洪銘倫 | 2,086 | 47.46 | 不適用 |
|        | 民建聯 | ②. 蘇西智 | 2,309 | 52.54 | ▲1.25  |
| 多数票 | 多数票 | 多数票    | 223   | 5.07  | 不適用 |

| 政党   | 政党   | 候选人    | 票数  | %     | ±      |
| ------ | ------ | --------- | ----- | ----- | ------ |
|        | 民主黨 | ①. 黃成智 | 1,886 | 48.71 | 不適用 |
|        | 民建聯 | ②. 蘇西智 | 1,986 | 51.29 | ▼0.5   |
| 多数票 | 多数票 | 多数票    | 100   | 2.58  | 不適用 |

| 政党   | 政党   | 候选人    | 票数  | %     | ±      |
| ------ | ------ | --------- | ----- | ----- | ------ |
|        | 民建聯 | ①. 蘇西智 | 1,580 | 51.79 | 不適用 |
|        | 民主黨 | ②. 黃靜嫺 | 1,471 | 48.21 | 不適用 |
| 多数票 | 多数票 | 多数票    | 109   | 3.57  | 不適用 |

| 政党   | 政党           | 候选人 | 票数  | %     | ±      |
| ------ | -------------- | ------ | ----- | ----- | ------ |
|        | 新界社團聯會   | 蘇西智 | 1,409 | 52.28 |        |
|        | 匯點/港 港同盟 | 黃成智 | 1,286 | 47.72 | 不適用 |
| 多数票 | 多数票         | 多数票 | 123   | 4.56  | 不適用 |

| 政党   | 政党   | 候选人 | 票数  | %     | ±      |
| ------ | ------ | ------ | ----- | ----- | ------ |
|        | 匯點   | 狄志遠 | 2,550 | 31.47 |        |
|        | 匯點   | 黃成智 | 1,539 | 19.00 |        |
|        | 無黨派 | 陳有明 | 1,034 | 12.76 | 不適用 |
|        | 無黨派 | 梁驅騰 | 974   | 12.02 | 不適用 |
|        | 自民聯 | 蘇西智 | 967   | 11.94 | 不適用 |
|        | 自民聯 | 鄧顯光 | 529   | 6.52  | 不適用 |
|        | 無黨派 | 梁浩明 | 509   | 6.28  | 不適用 |
| 多数票 | 多数票 | 多数票 | 505   | 6.23  | 不適用 |

| 政党   | 政党   | 候选人 | 票数  | %     | ±      |
| ------ | ------ | ------ | ----- | ----- | ------ |
|        | 匯點   | 狄志遠 | 2,501 | 42.87 |        |
|        | 無黨派 | 阮德添 | 1,086 | 18.62 |        |
|        | 無黨派 | 陳有明 | 1,010 | 17.31 | 不適用 |
|        | 無黨派 | 楊箎榮 | 632   | 10.83 | 不適用 |
|        | 無黨派 | 梁富華 | 371   | 6.36  | 不適用 |
|        | 無黨派 | 張道生 | 234   | 4.01  | 不適用 |
| 多数票 | 多数票 | 多数票 | 76    | 1.30  | 不適用 |